# Ferran Rull
Ferran Rull (22 de agosto de 1997 en Barcelona, España) es un actor de cine, teatro y televisión español. Su pueblo es El Catllar.

## Biografía
Desde bien pequeño le gustan las artes escénicas, con formación de interpretación, jazz, claqué, voz, Commedia dell’Arte, clown, violín y con estudios profesionales en la Escuela de Teatro Musical y Danza Memory desde los 8 años (2006) hasta 2017. Más tarde también se ha formado en Estudio para el actor Laura Jou (2018). 
Participó en varios videoclips del club super 3 desde el 2006 hasta el 2010. Sin embargo, no fue hasta el 2009 cuando debutó en el cine con la película Héroes dirigida por Pau Freixas y escrita por Albert Espinosa. Para esta película todos los actores del reparto se fueron a una casa de colonias para que los vínculos quedaran más cerrados.
Actualmente estudiante de ADE en inglés. Habla inglés, catalán, francés y castellano.

## Trayectoria
Empezó en el Club Super 3 (2006-2010). Hasta su primer debut cinematográfico siendo el actor protagonista de la película Héroes, (2009) dirigida por Pau Freixas y escrita por Albert Espinosa, en la cual interpretó a Xavier Sala. También es conocido por salir en la serie de TV3, Polseres vermelles (pulseras rojas), en 2011, también dirigida por Pau Freixas. y escrita por Albert Espinosa. En esta serie interpreta al personaje secundario Bru, un chico que está en el hospital y le falta un riñón. Además en 2009 participó en varios cortos como por ejemplo el cortometraje Pare model (Alejando Marzoa) dónde interpretaba a un niño malo, teniendo así el papel de antagonista. Este corto fue seleccionada a la Seminci. También participó en un videoclip de The Thorpedians - Hurt so badly (2009)
En 2011  hizo un cortometraje  La verdadera historia de la caperucita y el lobo ¿feroz? (Dídac Cervera)  y otro cortometraje Mahoney tiene una cita de Rubén Montero
En 2012 participó en el cortometraje Un día especial (Dani Padró) 
En 2015 apareció en el programa de tv3 Oh Happy Day , con el grupo vocal Cóctel con los cuales llegó a semifinalista. En este mismo año también apareció en una serie de tve Habitaciones cerradas (LLuis Maria Güell), donde hacía de Octavio adolescente.
En 2016 volvió a participar en un corto llamado Elegía (Alba Tejero) e hizo un teatro en catalán llamado Laboratori de la Filla del Mar (Marc Vilabella).
En 2017  participó en un videoclip de Scarface Johanson - Traficando a mi manera
En 2018 realizó diversos cortos como Bruna (Albert Blay), Los Apaches y Marea (Asier Ramos), 3 Minutos (Irene Reig) y tiene una película pendiente de estreno llamada ¿Quién es Leire?
Actualmente está en la compañía de teatro PRJ293

## Filmografía

### Cine
- Héroes 2010 (como Xavier Sala)
- ¿Quién es Leire? (ESCAC) 2018 – Pendiente de estreno

### Televisión
- Polseres vermelles 2011 (como Bru)
- Habitaciones Cerradas 2015 ( Lluís María Güell ) TV1/TV3
- Oh Happy Day 3a edición (TV3) 2015 – Grupo Vocal Cóctel (Semifinalistas)

### Cortometrajes
- Padre Modelo (Alejandro Marzoa) 2009 - Seleccionado a la Seminci
- La verdadera historia de la caperucita y el lobo ¿feroz? (Dídac Cervera) 2011
- Mahoney tiene una cita (Rubén Montero) 2011
- Un día especial (Dani Padró) 2012
- Elegía (Alba Tejero) 2016
- Los Apaches (Asier Ramos) 2018
- 3 Minutos (Irene Reig) 2018
- Bruna (Albert Blay) 2018
- Marea (Asier Ramos) 2018

### Musicales y teatros
Musicales
- Madein [5] (Veus Humanes) 2018
- Tom Sawyer Detective (Lazzigags) 2017-2018 En el teatro Poliorama

Teatro
- Matrimoni (Judit Pujol) 2014
- Laboratori de la Filla del Mar (Marc Vilabella) 2016
- Queen Kong (Oriol Guinart) 2017